# Olof Örström
Olof Valfrid Örström, född den 24 december 1869 i Lunds domkyrkoförsamling, Lund, död den 3 april 1949 i Bromma kyrkobokföringsdistrikt, Stockholm, var en svensk skolman och författare, gift med Anna Örström.
Örström avlade 1890 mogenhetsexamen i sin födelsestad och blev 1899 filosofie doktor på den statistiska avhandlingen Sexualproportionen (1899). Han var 1899–1900 docent i statskunskap vid Lunds universitet och blev 1904 adjunkt vid högre allmänna läroverket i Östersund,1912 vid Jakobs realskola i Stockholm. 
Örström utgav bland annat en mängd populärhistoriska skrifter, som Napoleon från Elba till Sankt Helena (1915) samt i serien "Männen för dagen" Kejsar Wilhelm II (1914), Kejsar Frans Josef (samma år), Tsar Nicolaus (1915), Hindenburg (samma år), Två Balkankungar (1916) och Ludendorff (1918). Han författade även i tidskrifter och tidningar (Svenska Dagbladet, Aftonbladet med flera) historiska och politiska uppsatser i mängd och verkade inom folkbildningsarbetet flitigt som föreläsare. Han var medarbetare i Nordisk familjeboks 3:e upplaga och fullbordade Emil Svenséns "Svenska historien för svenska folket" (delvis del 5, 1922; del 6, 1925). Olof Örström är begravd på Bromma kyrkogård.